# 유레카 (2000년 영화)
"유레카"(Eureka)는 2000년 제작된 일본의 드라마 영화이다. 아오야마 신지가 감독과 각본을 맡았다.